# Tabula Cortonensis
La Tabula Cortonensis è un manufatto in bronzo ritenuto dell'inizio del II secolo a.C. e ritrovato a Cortona in località Le Piagge nel 1992.

## Storia
Nel 1992 vennero consegnati al comando dei Carabinieri di Camucia (frazione di Cortona) sette frammenti in bronzo, destinati a diventare famosi sotto l'unico nome di Tabula Cortonensis. Sottoposti ad una pulitura piuttosto drastica, furono dati come rinvenuti in località le Piagge, presso Camucia; tuttavia, alla luce del fatto che ulteriori ed approfondite ricerche nella zona non portarono al ritrovamento di altre testimonianze archeologiche, si dubita fortemente del luogo di rinvenimento. Questi sette frammenti costituiscono una tabula di forma rettangolare sulla quale vi è un'iscrizione incisa tramite un'affilatissima sgorbia. Sulla sommità, si nota un manubrio a due ganasce con un pomello sferoidale. Molto probabilmente, la tabula, forse parte di un archivio notarile privato, un tabularium posto nella parte più sacra della casa o forse esposta per qualche tempo in un luogo pubblico, era appesa mediante questo manubrio ad un binario che ne consentiva la lettura fronte-retro. Dopo essere stata asportata dal luogo della sua originaria collocazione, venne rotta in otto pezzi — l'ottavo non ci è pervenuto, ma questo non pregiudica in alcun modo dal momento che il pezzo era situato nell'estremità inferiore destra della tavola e si ritiene contenesse solo nomi di persona di una lista trascritta alle righe 24-32 della prima faccia e prolungata sulla prima riga della seconda faccia — e destinata all'occultamento. Probabilmente l'ottavo pezzo andò perduto durante le vicissitudini che portarono alla frantumazione della tavola.

## Descrizione
Conservata in un ambiente umido, la tabula riporta macchie e incrostazioni dovute alla compresenza di oggetti in ferro. L'incisione è stata evidentemente facilitata dal fatto che il bronzo utilizzato fosse alquanto tenero, perché contenente una percentuale piuttosto consistente di piombo. L'iscrizione è opistografa, occupa, cioè, tutta una faccia, con 32 righe di scrittura (recto), per proseguire sull'altra faccia con 8 righe (verso). Le lettere risultano essere state incise con grande peculiarità; l'alfabeto è quello usato nel cortonese tra la fine del III e il II secolo a.C. Dunque, nel complesso il documento presenta 40 righe di testo per 260 parole, guadagnandosi così il pregio di essere il terzo testo etrusco per lunghezza, dopo quello della Mummia di Zagabria e della Tabula Capuana. Misura 28,5×45,8 cm ed è spessa circa 2–3 mm.
Si riconoscono chiaramente due mani diverse: uno scriba principale ha inciso le prime 26 righe del recto e le otto del verso; a un secondo scriba si attribuiscono le ultime sei righe del recto. Nel testo della tabula si riconosce unanimemente un importante atto giuridico, cosa desumibile dalla presenza del zilath mechl rasnal, ovvero il pretore di Cortona, sommo magistrato della città.
La faccia A della tavola contiene 32 righe di testo, mentre la faccia B ne contiene solo 8. Si pensa che ad incidere la tavola siano stati due scribi, il primo autore delle righe 1-26 della faccia principale (faccia A) e dell'intera faccia opposta (faccia B), il secondo invece responsabile delle righe 27-32 della faccia A. Entrambi gli scribi usano un alfabeto particolare, proprio di Cortona, nel quale il segno per E retrogrado occorre in sillaba iniziale o finale per sostituire un antico dittongo.

## Interpretazione
L'iscrizione fa particolare riferimento ad una compravendita di terreni tramite rivendicazione pubblica fatta dall'acquirente sulla cosa alla presenza del venditore e del pretore che ne sanzionava, a fine processo, la transazione. Di fatto, si testimonia la cessione da parte di Petru Scevas, uomo di umili origini ma arricchitosi con la mercatura, di terreni collinari affacciati sul lago Trasimeno ai membri di una famiglia aristocratica, i Cusu, in cambio di un miglioramento della posizione sociale. Come si desume dalla Tanella di Pitagora, la figlia di Petru Scevas avrebbe effettivamente sposato un membro della famiglia Cusu.

## Testo

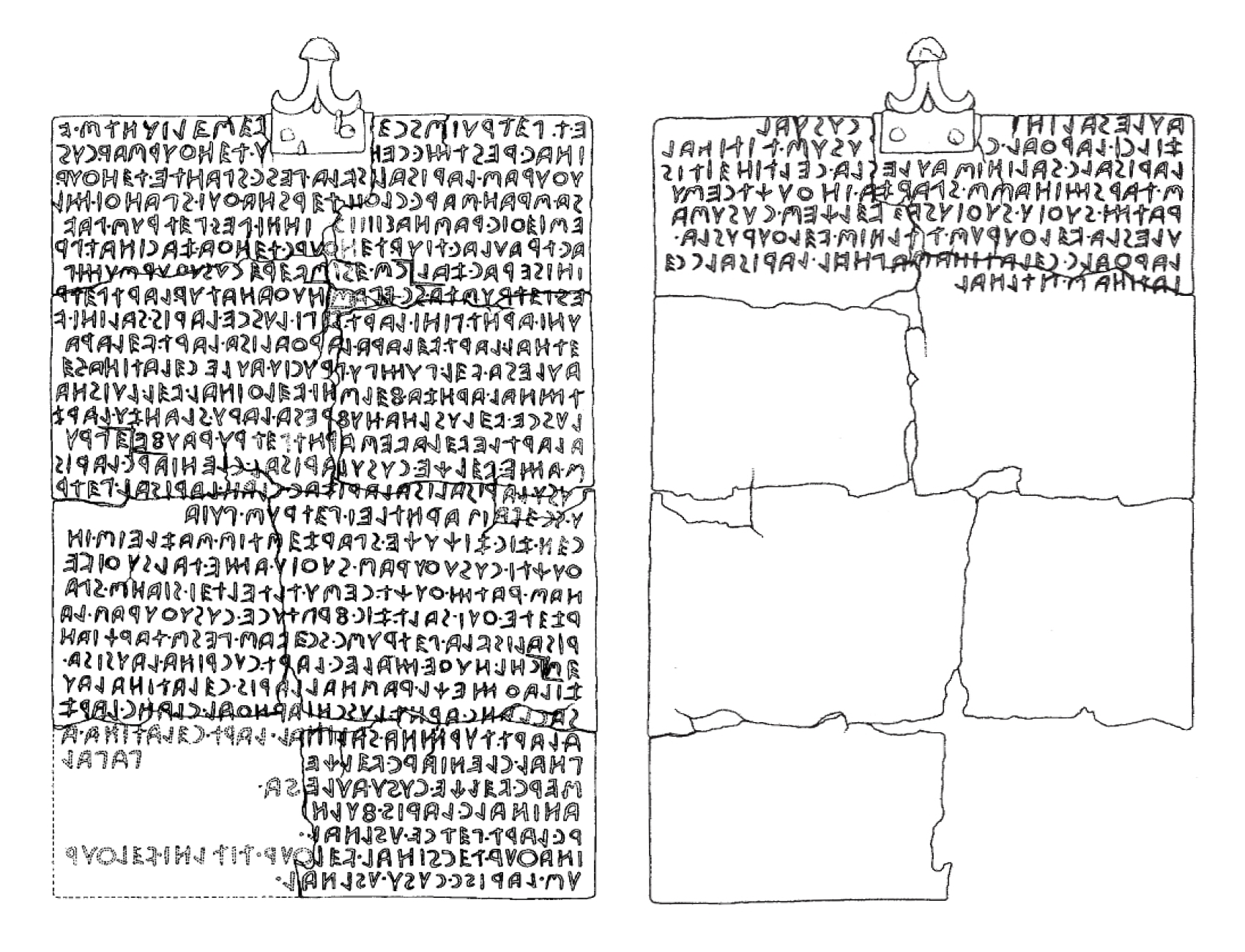
Il testo della Tabula

### Faccia A
1. et petruiśsceveś eliuntś v
2. inac restmc ceṇu tenθurśar cus
3. uθuraś larisaḷ[i]svla pesc spante tenθur
4. sa śran śarc clθ̣ịḷtersna θui spanθi ml
5. eśieθic raśna Σ iiii¢ (vacat) inni pes petruś pav
6. ac traulac tiur teṇ[θ]urc tenθa zacinat pr
7. iniserac zal // cś esịśverecusuθurśum p
8. es petruśta ṣcev[aś ] // nuθanatur lartpetr
9. uni arnt pini lart ṿ[i]pi lusce laris salini v
10. etnal lart velara larθalisa lart velara
11. aulesa vel pumpu pruciu aulecelatina se
12. tmnal arnza felśni velθinal vel luisna
13. lusce veluslna nufresa laru slanzu larz
14. alartlevelaveśaṛnt petru raufe // epru
15. ś ame velχe cusulariṣaḷ cleniarc laris
16. [c]ụsuḷ[a]risalisalarizac c̣ḷạṇ larisal petr
17. u ṣc̣ẹ[va]ṣ́arntlei petruś puia (vacat)
18. cen zic ziχuχe sparześtiś śazleiś in
19. θuχti cusuθuraś suθiu ame talsuθive
20. naś ratm θuχt ceśu tlteltei sianś spa
21. rzete θui salt zic frạtuce cusuθuraś la
22. risalisvla petruśc scevaś pesśtarχian
23. eś // cnl nuθe malec lart cucrina lausisa
24. zilaθmeχl raśnall[a]ris celatinalau
25. sa[cla]nc arnt luscni[a]rnθal clanc larz
26. a lart turmna salinạ[l lart celatina a]
27. pnal cleniarc velχe [ - - - papal]
28. śerc velχe cusu aule[sa - - - ]
29. aninalc laris fuln[i - - - (?) cleina]
30. rc lart petce uslnaḷ [ - - - ]
31. inaθur tecsinal vel[θur titlni velθur]
32. uś larisc cusu uslna[l - - - ].

### Faccia B
1. aulesalini cusual (vacat)
2. zilci larθal cusuś titlnal
3. larisalc saliniśauleṣla celtineitis
4. ś tarsminaśś sparzainθuχtceśu
5. ratm suθiu suθiusṿe velχeś cusuśa
6. ulesla velθuruś tịṭlniś velθurusla
7. larθalc celatinaśạp̣nạl larisalcce
8. latịṇạṣ́ ṭịtlnal.